# Korps Marinebrandweer
Het Korps Marinebrandweer is onderdeel van de Nederlandse Koninklijke Marine en fungeert als gespecialiseerde eenheid voor het bestrijden van branden op Marine schepen.

## Geschiedenis
De Marinebrandweer werd in 1957 opgericht en vierde in 1982 zijn 25 jarig bestaan. 

#### Embleem
In keel een zilveren brandweerhelm. Het schild omgeven door een schildrand van zilver met Korps Marinebrandweer in Latijnse letters van keel. Schild en schildrand omkranst door een oranjetak van sinopel, geplaatst op 2 gekruiste ankers van goud en gedekt door de koninklijke kroon. Onder het geheel als embleemspreuk 'preservering door preventie' in Latijnse letters van zilver op een lint van keel.

## Taken
De Marinebrandweer zorgt er voor brandpreventie op en om de Nieuwe haven in Den Helder. Als de Marine de brand niet meer kan bestrijden door een te kort aan personeel dan wordt de brandweer in Den Helder als eerst gealarmeerd op bijstand te leveren. De civiele hulpdiensten van de gemeente en of provincie nemen in dat geval het commando over.

## Materieel
| Voertuig                      | Aantal | Specialisatie                                                                                    | Notities                                                              |
| ----------------------------- | ------ | ------------------------------------------------------------------------------------------------ | --------------------------------------------------------------------- |
| Mercedes Benz 1528F36 (Atego) | 3      | Te gebruiken voor het bestrijden van vuur via de spuitmond op het dak en voor reddingsoperaties. |                                                                       |
| Scania P500B                  | 1      | De hoogwerker kan de grootste schepen van de koninklijke marine blussen.                         | De Bronco is de grootste ladderwagen die wordt gebruikt in de BeNeLux |
| E-One Titan-crashtender       | 3      | Gespecialiseerd in het blussen van vliegtuig branden.                                            |                                                                       |

Verder kent de Marinebrandweer nog kleinere voertuigen die dienen als personenvervoer of het ter plaatse brengen van materieel.